# Lijst van beelden in Oost en Noordoost (Utrecht)
De lijst van beelden in Oost en Noordoost is onderdeel van de (onvolledige) lijst van beelden in Utrecht.
Dit deel bevat de beelden in de Utrechtse wijken Oost en Noordoost.
Onder een beeld wordt hier verstaan elk driedimensionaal kunstwerk in de openbare ruimte van de Nederlandse gemeente Utrecht, waarbij beeld wordt gebruikt als verzamelbegrip voor sculpturen, standbeelden, installaties, gedenktekens en overige beeldhouwwerken. De lijst is chronologisch, dat wil zeggen op volgorde van plaatsing der beelden vanaf 1517 tot heden.
| Geplaatst    | Omschrijving                                                                                   | Kunstenaar                                           | Locatie                                                                                  | Materiaal                                    | Afbeelding               |
| ------------ | ---------------------------------------------------------------------------------------------- | ---------------------------------------------------- | ---------------------------------------------------------------------------------------- | -------------------------------------------- | ------------------------ |
| 1909         | Bernardus Reiger                                                                               | Toon Dupuis                                          | Maliebaan                                                                                | brons                                        |                          |
| 1923         | Luisterend meisje en jongen met bal                                                            | Henriëtte Vaillant                                   | Frans Halslaan / Jan van Scorellaan, aan weerszijden van de schoolingang                 | keramiek                                     |                          |
| 1925         | Bona Dea                                                                                       | Hildo Krop                                           | Jan van Scorellaan, woningcomplex "De Utrecht"                                           |                                              |                          |
| 1929         | Heilig Hartbeeld                                                                               | Hans Mengelberg                                      | Oudwijk, Heilig Hartkerk                                                                 | steen                                        |                          |
| 1948         | Koeslachting                                                                                   | Pieter d' Hont                                       | Van Ostadelaan                                                                           | steen                                        |                          |
| 1948         | Monument ter nagedachtenis van de in de oorlog omgekomen dierenartsen en veterinaire studenten | Jan van Luijn                                        | Yalelaan (Universiteit Utrecht faculteitsgebouw Diergeneeskunde)                         | Frans kalksteen                              |                          |
| 1953         | Maria met Kind                                                                                 | René van Seumeren                                    | Nolenslaan                                                                               | natuursteen                                  |                          |
| 1956, circa  | Kruidenplukker                                                                                 | Marius van Beek                                      | Sorbonnelaan (Universiteit Utrecht, binnenplaats F.A.F.C. Wentgebouw)                    | steen                                        |                          |
| 1957         | Moedervreugde                                                                                  | Maarten Pauw                                         | Willem van Abcoudeplein                                                                  | steen                                        |                          |
| 1959         | Sappho                                                                                         | Émile-Antoine Bourdelle                              | Hogelandse Park                                                                          | brons                                        |                          |
| 1960         | Kind met lam (of Meisje met lam)                                                               | Pieter d' Hont                                       | Notenbomenlaan, Basisschool De Notenboom                                                 | brons                                        |                          |
| 1960         | De rat in de rioolbuis                                                                         | Jan van Luijn                                        | Van Esveldstraat/Kardinaal de Jongweg (rioolgemaal)                                      | brons en beton                               |                          |
| 1962         | De opbouw                                                                                      | Piet Killaars                                        | Eykmanlaan 80, dr. J.P. Thijssenschool , sinds 2012 Wolgadreef hoek Apollodreef          | brons                                        |                          |
| 1963?        | Wachter                                                                                        | Eric Claus                                           | Ina Boudier-Bakkerlaan 8, H.C. Andersenschool , thans aan de Zaagmolenkade               | brons                                        |                          |
| 1964         | Zwemster                                                                                       | Eric Claus                                           | Weg naar Rhijnauwen, Zwembad Krommerijn                                                  | brons                                        |                          |
| 1964         | Luco                                                                                           | Charles Leplae                                       | Emmalaan                                                                                 | brons                                        |                          |
| 1964         | Rattenvanger van Hamelen                                                                       | Paulus Reinhard                                      | Willem Arntszkade                                                                        |                                              |                          |
| 1964         | Wonderbare visvangst                                                                           | Frans Gast                                           | Tamboersdijk                                                                             | brons                                        |                          |
| 1965         | Paard                                                                                          | Theresia van der Pant                                | Prinsesselaan                                                                            | brons                                        |                          |
| 1965         | Mandril                                                                                        | Ek van Zanten                                        | Wevelaan (Basisschool De Regenboog, voorm. Dr. G. Kerschensteinerschool)                 | brons                                        |                          |
| 1965         | Pony met kind                                                                                  | Ek van Zanten                                        | Wevelaan (Basisschool De Regenboog, voorm. Dr. G. Kerschensteinerschool)                 | brons                                        |                          |
| 1965         | Vechtende kalkoenen                                                                            | Theo Mulder                                          | Emmalaan (Rosarium)                                                                      | brons                                        |                          |
| 1966         | De Chemie                                                                                      | Willem Berkhemer                                     | Aarhuslaan/Helsinkilaan (Universiteit Utrecht, F.A.F.C. Wentgebouw)                      | steen                                        |                          |
| 1966         | De goede herder                                                                                | Marius van Beek                                      | Van Lieflandlaan                                                                         | brons                                        |                          |
| 1966         | Drie vrouwen                                                                                   | Jan Meefout                                          | Willem van Noortplantsoen                                                                | vaurion, witsteen                            |                          |
| 1966         | Betonplastiek                                                                                  | Aart Rietbroek                                       | Troosterhof, Winkelcentrum "De Gaard"                                                    | beton                                        |                          |
| 1967         | Eekhoorn                                                                                       | Willy Blees                                          | Notebomenlaan (achter Basisschool "De Notenboom")                                        | brons                                        |                          |
| 1967         | zonder titel (zitplastiek)                                                                     | Albert Dresmé                                        | Willem Arntszkade                                                                        | beton                                        |                          |
| 1968         | Halve kruik                                                                                    | Ian Jacob Pieters                                    | Alexander Numankade (entree Rijksarchief)                                                | brons, RVS                                   |                          |
| 1968         | De balspelers                                                                                  | Jan Spiering                                         | Willem de Zwijgerplantsoen                                                               | brons                                        |                          |
| 1968         | De laatste druppel                                                                             | Arie van den Berg                                    | Jan van Galenstraat                                                                      | brons                                        |                          |
| 1968         | Strijdende geesten                                                                             | Auke Hettema                                         | Wilhelminapark                                                                           | brons                                        |                          |
| 1968         | Koningin Wilhelmina                                                                            | Mari Andriessen                                      | Wilhelminapark                                                                           | brons                                        |                          |
| 1970         | Drie ezels                                                                                     | Floyd Tennison DeWitt                                | Jan van Galenstraat                                                                      | brons                                        |                          |
| 1970         | zonder titel                                                                                   | Piet Slegers                                         | Pompelaan, Slagersvakschool SVO                                                          | Cortenstaal, RVS                             | niet aanwezig, 14-7-2025 |
| 1971         | Koningin Wilhelmina op jonge leeftijd                                                          | Mari Andriessen                                      | Lundlaan (Wilhelmina kinderziekenhuis)                                                   | brons                                        |                          |
| 1971         | Kikker                                                                                         | Paulus Reinhard                                      | Willem Arntszkade                                                                        | steen                                        |                          |
| 1973         | Cape                                                                                           | Hanna Mobach                                         | Krommerijnpark                                                                           |                                              |                          |
| 1973         | Boom met schapen                                                                               | Jorien Rooymans-de Kruyff van Dorssen                | Willem Arntszkade                                                                        |                                              |                          |
| 1974         | Schaap met lam                                                                                 | Frank Letterie                                       | Notenbomenlaan, Basisschool De Notenboom (Voormalig St.-Victorschool?)                   | brons                                        |                          |
| 1975         | Kip                                                                                            | Tineke Slingerland-Nusink                            | Marislaan (Prof. Dr. Ph. Kohnstammschool)                                                | brons                                        |                          |
| 1975         | titel onbekend                                                                                 | Bertus Jonkers                                       | Jan van Galenstraat, SABU huis                                                           | beton, glas, steen                           |                          |
| 1975         | zonder titel                                                                                   | Joop Beljon                                          | Sorbonnelaan, F.A.F.C. Wentgebouw                                                        | verschillende materialen                     |                          |
| 1976         | Barmhartige Samaritaan                                                                         | Piet Esser                                           | Troosterlaan / Zwaardemakerlaan                                                          | brons                                        |                          |
| 1976         | Compositie                                                                                     | Hans Petri                                           | Vogelsanglaan (Marnix Academie voorm. Christelijke pedagogische academie Jan van Nassau) | aluminium                                    |                          |
| 1976         | Groep schapen                                                                                  | Arie Teeuwisse                                       | Sartreweg, veemarkt                                                                      | brons                                        |                          |
| 1976         | Leerstof en studerende scholieren                                                              | Jan Snoeck                                           | Pythagoraslaan, IVO-MAVO-school Rijnsweerd                                               | keramiek                                     |                          |
| 1977         | Abbraccio                                                                                      | Sorel Etrog                                          | Emmalaan                                                                                 | brons                                        |                          |
| 1977         | Gewichtheffer                                                                                  | Nel van Lith                                         | Zaagmolenkade                                                                            | brons                                        |                          |
| 1979         | Genesis                                                                                        | Wout Maters                                          | Eykmanlaan / Prof. Jordanlaan                                                            | brons                                        |                          |
| 1980         | Constructie staande                                                                            | Charlotte van Pallandt                               | Emmalaan                                                                                 | brons                                        |                          |
| 1980         | Meeuw                                                                                          | Tineke Nusink                                        | Mesdaglaan                                                                               | brons op houten paal                         |                          |
| 1980         | geen titel                                                                                     | Jan Snoeck                                           | Padualaan, Uithof bij het Kruyhofgebouw                                                  | keramiek                                     |                          |
| 1980         | zonder titel Cirkel van de Tijd (150 jaar begraafplaatsen)                                     | Eric Adema                                           | Maansteenweg, Begraafplaats Tolsteeg                                                     | beton                                        |                          |
| 1980         | Uit de driehoek                                                                                | Yvonne Kracht                                        | Bolognalaan                                                                              | staal                                        |                          |
| 1982         | Opwaartse vlucht                                                                               | Theresia van der Pant                                | Maliebaan                                                                                | brons                                        |                          |
| 1982         | Staand meisje                                                                                  | Eja Siepman van den Berg                             | Maliebaan                                                                                | brons                                        |                          |
| 1982         | Voortschrijdende danseres                                                                      | Fioen Blaisse                                        | Maliebaan                                                                                | brons                                        |                          |
| 1982         | Zittend figuur                                                                                 | Willy Blees                                          | Maliebaan                                                                                | brons                                        |                          |
| 1983         | geen titel                                                                                     | Eugène Terwindt                                      | Waterhoenhof                                                                             | staal                                        |                          |
| 1982         | titel onbekend                                                                                 | Felix van der Beek, Ger Dekker en Pjotr van Oorschot | Gerbrandystraat, Centraal belastinggebouw                                                | beton, staal                                 |                          |
| 1983         | Strijkplank                                                                                    | Jorien Rooymans-de Kruyff van Dorssen                | Maliebaan                                                                                | brons                                        |                          |
| 1984         | Liggend                                                                                        | Maja van Hall-Blom                                   | Maliebaan                                                                                | brons                                        |                          |
| 1984         | Samen sterk                                                                                    | Rien Goené                                           | Winklerlaan, Verzorgingsflat Tuindorp Oost                                               | brons                                        |                          |
|              | onbekend                                                                                       | M.Bastiaans                                          | Winklerlaan, Verzorgingsflat                                                             |                                              |                          |
| 1984-1985    | Zeven sculptures                                                                               | Peter van de Locht                                   | Heidelberglaan                                                                           | verschillende materialen (marmer en graniet) |                          |
| 1985         | De godin                                                                                       | Berry Holslag                                        | Smijerslaan (Nimeto)                                                                     | keramische materialen                        |                          |
| 1985         | Ruimte uit de cirkel                                                                           | Yvonne Kracht                                        | Louis Bouwmeesterlaan / Sophocleslaan                                                    | Roestvast staal                              |                          |
| 1985         | Twee rustende duiven                                                                           | Janko Berman                                         | Emmalaan (Rosarium)                                                                      | brons                                        |                          |
| 1985         | titel onbekend                                                                                 | Tom Postma                                           | Ina Boudier-Bakkerlaan, ROA                                                              | steen, geverfd                               |                          |
| 1985         | zonder titel                                                                                   | Judith Mestriner                                     | Maria van Reedestraat, OBS Bosschool                                                     | beton, hout                                  |                          |
| 1986         | Waterstenen                                                                                    | Gerard Höweler                                       | Wilhelminapark                                                                           | zwerfkeien                                   |                          |
| 1987         | Gekluisterde hartstocht                                                                        | Wessel Couzijn                                       | Willem de Zwijgerplantsoen                                                               | brons                                        |                          |
| 1987         | zonder titel (of Minnekozend paar)                                                             | Jan Meefout                                          | Equatorplein                                                                             | brons                                        |                          |
| 1987         | geen titel                                                                                     | Bob Stolzenbach                                      | Laan van Minsweerd                                                                       | beton, metaal                                |                          |
| 1988         | geen titel                                                                                     | Peter van Kempen                                     | Kruisstraat / Wittevrouwensingel                                                         | staal, verlichting                           |                          |
| 1988         | Eerste stap                                                                                    | Helma van Rens                                       | Weg tot de Wetenschap / Wim Sonneveldlaan                                                | staal                                        |                          |
| 1988         | Het geheim                                                                                     | Joop Wouters                                         | Albrachthof                                                                              | steen                                        |                          |
| 1988         | Basta 1988                                                                                     | Joop Wouters                                         | Abstederhof/Abstederdijk                                                                 | steen                                        |                          |
| 1988         | Jan van Scorel                                                                                 | Herman Janzen                                        | Hobbemalaan                                                                              | brons                                        |                          |
| 1988         | De slapende                                                                                    | Judith Pfaeltzer                                     | Maliebaan                                                                                | brons                                        |                          |
| 1988         | Het schrijvende lichtpunt                                                                      | Jan Hein Daniëls en Marcel van Vuuren                | Heidelberglaan, UMC                                                                      | gecombineerde materialen                     |                          |
| 1988         | zonder titel                                                                                   | Piet Slegers                                         | Bosch van Drakesteinlaan/Kranenburgerweg                                                 |                                              |                          |
| 1988         | zonder titel                                                                                   | Jelis van Dolderen                                   | Ingen-Houszstraat, Gevel van de Openbare Bibliotheek Tuinwijk                            | brons, keramische materialen, steen          |                          |
| 1989         | Female fragment                                                                                | Luut de Gelder                                       | Maliebaan                                                                                |                                              |                          |
| 1989         | The lonely one                                                                                 | Pearl Perlmuter                                      | Maliebaan                                                                                | brons                                        |                          |
| 1989         | Oeros                                                                                          | Lika Mutal-Vermeulen                                 | Hogelandse Park, Biltstraat                                                              | steen                                        |                          |
| 1989         | Terras met vijf bronzen naalden                                                                | Sjoerd Buisman en Eugène Terwindt                    | Universiteitsweg (UMC Utrecht)                                                           | brons en graniet                             |                          |
| 1989         | zonder titel                                                                                   | Norman Dilworth                                      | Universiteitsweg (UMC Utrecht)                                                           |                                              |                          |
| 1989         | zonder titel                                                                                   | Berend Bodenkamp en Jan van IJzendoorn               | Hoofddijk, tussen (UMC Utrecht) en WKZ                                                   | graniet                                      |                          |
| 1989         | zonder titel                                                                                   | Jan Maaskant                                         | Universiteitsweg, radiotherapiebunker van het (UMC Utrecht)                              |                                              |                          |
| 1989         | De Wilg                                                                                        | Else Ringnalda                                       | Mecklenburglaan                                                                          | brons, staal                                 |                          |
| 1991         | Denker                                                                                         | Lotti van der Gaag                                   | Maliebaan                                                                                | brons                                        |                          |
| 1991         | Ochtend                                                                                        | Pieter d' Hont                                       | Jan van Lingtuin (tussen de Lauwerecht en de Vecht)                                      | brons                                        |                          |
| 1991         | Het wachten                                                                                    | Albert van der Weide                                 | Budapestlaan                                                                             | hout en andere materialen                    |                          |
| 1991         | zonder titel                                                                                   | Arno Kortschot                                       | Budapestlaan                                                                             | verschillende materialen                     |                          |
| 1992         | ...and life just goes on..                                                                     | Helen Frik                                           | Maliebaan                                                                                | brons                                        |                          |
| 1992         | Monument Polar Bears                                                                           | Marie-José Wessels                                   | Hogelandse Park / Biltstraat                                                             | steen                                        |                          |
| 1992         | zonder titel                                                                                   | Margriet Kemper                                      | Maliebaan                                                                                | brons, marmer                                |                          |
| 1992         | Rest                                                                                           | Hieke Luik                                           | Maliebaan                                                                                |                                              |                          |
| 1992         | zonder titel                                                                                   | Gerard van Rooij                                     | Hoefijzerstraat                                                                          | steen                                        |                          |
| 1992         | zonder titel                                                                                   | Jerome Symons                                        | Veeartsenijpad                                                                           | steen                                        |                          |
| 1992         | Tot heil van mens en dier                                                                      | Taeke Friso de Jong                                  | Yalelaan (Universiteit Utrecht faculteitsgebouw Diergeneeskunde)                         | brons                                        |                          |
| 1993         | Désiree                                                                                        | Ellie Hahn                                           | Maliebaan                                                                                | brons                                        |                          |
| 1993         | Het verzonken schip                                                                            | Karin Daan                                           | Euclideslaan                                                                             | beton                                        |                          |
| 1993         | zonder titel                                                                                   | Carola Popma                                         | Maliebaan                                                                                | brons                                        |                          |
| 1994, 9 juni | Haan                                                                                           | Jos van Riemsdijk                                    | Bosboomstraat, Diakonessenhuis                                                           | brons                                        |                          |
| 1994         | zonder titel                                                                                   | Karen Oude Alink                                     | Maliebaan                                                                                | brons                                        |                          |
| 1994         | zonder titel                                                                                   | Karien Vervoort                                      | Maliebaan                                                                                | brons                                        |                          |
| 1994         | De portier                                                                                     | Willem Kind                                          | Ariënslaan, (Hotel Mitland)                                                              |                                              |                          |
| 1994, 3 juni | Student                                                                                        | Thijl Wijdeveld                                      | Universiteitsweg, (Stratenum gebouw)                                                     | brons                                        |                          |
| 1995         | Nijlpaard                                                                                      | Ellie Hahn                                           | Koekoeksplein                                                                            | brons                                        |                          |
| 1995         | De ontmoeting                                                                                  | Jeanne Ivangh-Luteijn                                | Budapestlaan                                                                             | marmer                                       |                          |
| 1995         | De ontmoeting                                                                                  | Jeanne Ivangh-Luteijn                                | Budapestlaan                                                                             | brons                                        |                          |
| 1996         | zonder titel                                                                                   | Titia Ex met medewerking van Van Tetterode glas      | Pythagoraslaan, Provinciehuis (tussenwand Statenzaal/Unie van Utrechtzaal)               |                                              |                          |
| 1998         | Drei Grosse Figuren für Utrecht                                                                | Thomas Schütte                                       | Griftpark                                                                                | cortenstaal                                  |                          |
| 1998         | Gaia                                                                                           | Fons Bemelmans                                       | Wilhelminapark                                                                           | brons                                        |                          |
| 1998         | Het toilet                                                                                     | Hans Bayens                                          | Minervaplein                                                                             | brons                                        |                          |
| 1999         | Peuters                                                                                        | Jits Bakker                                          | Lundlaan (Ronald McDonald Huis)                                                          | brons                                        |                          |
| 1999         | (Poort)wachters                                                                                | Jackie Bouw                                          | Bosboomstraat, Diakonessenhuis                                                           | keramiek                                     |                          |
| 2000         | Communicatiecirkel                                                                             | Jits Bakker                                          | Pythagoraslaan (Provinciehuis)                                                           | brons                                        |                          |
| 2003         | In spin                                                                                        | Coen Nieuwstraten                                    | Lundlaan, WKZ                                                                            | aluminium                                    |                          |
| 2006         | Reizigers                                                                                      | Aart Lamberts                                        | Maliebaanstation (voor het Nederlands Spoorwegmuseum)                                    | brons                                        |                          |
| 2007         | Beschermengel                                                                                  | Nicolas Dings                                        | Newtonlaan (voor kantoor Nederlandse Zorgautoriteit)                                     |                                              |                          |
| 2010         | Pellecussenpoort                                                                               | Stef Stokhof de Jong?                                | Lauwerecht/Schermerhornstraat                                                            | steen                                        |                          |
| 2011         | Bullet                                                                                         | Ram Katzir                                           | Herculeslaan (Kromhoutkazerne)                                                           | brons                                        |                          |
| 2011         | Grow                                                                                           | Ram Katzir                                           | Herculeslaan (Kromhoutkazerne)                                                           | brons                                        |                          |
| 2011         | Bitte Nicht Wieder Klauen                                                                      | Kathrin Schlegel                                     | Willem de Zwijgerplantsoen                                                               | RVS                                          |                          |
| 2011±        | onbekend                                                                                       | onbekend                                             | Van Hogendorpstraat (plantsoen)                                                          | brons                                        |                          |
| 2012         | De drie heertjes                                                                               | Wies Brommer                                         | Abstederdijk/Looierstraat                                                                | brons                                        |                          |
| 2012         | De WKZ muzikanten                                                                              | Guido Geelen                                         | Lundlaan (Wilhelmina kinderziekenhuis)                                                   |                                              |                          |
| 2017         | Kern                                                                                           | Boris Tellegen                                       | Griftpark                                                                                | beton                                        |                          |
| 2017         | Johanna Westerdijk                                                                             | Judith Pfaeltzer                                     | Uppsalalaan                                                                              | brons                                        |                          |
| 2018         | Baken                                                                                          | Boris Tellegen                                       | Biltse Rading                                                                            |                                              |                          |
| 2023         | Vlucht en Verzet (slavernijmonument)                                                           | Patricia Kaersenhout                                 | Griftpark                                                                                |                                              |                          |
| onbekend     | Zeekalf                                                                                        | Ole Langerhorst                                      | De Bikkershof (Bekkerstraat)                                                             | hout                                         |                          |
|              | zonder titel. Kunstwerk is sinds 2014 niet aanwezig                                            | onbekend                                             | Antoniushof (tuin van Revalidatiecentrum De Hoogstraat, sinds 1988)                      | natuursteen, graniet                         |                          |
| onbekend     | titel onbekend                                                                                 | onbekend                                             | Nolenslaan (buitenmuur Dr. Bosschool)                                                    |                                              |                          |
| onbekend     | titel onbekend                                                                                 | Dick Elffers                                         | Winklerlaan                                                                              | keramiek                                     |                          |
| onbekend     | titel onbekend                                                                                 | onbekend                                             | Burg. Fockema Andreaelaan, (verzorgingstehuis Huize Henriëtte Swellengrebel)             | brons                                        |                          |
| onbekend     | titel onbekend                                                                                 | David van de Kop                                     | Ina Boudier-Bakkerlaan, (Hogeschool voor de Kunsten Utrecht)                             |                                              |                          |
| 2002         | titel onbekend                                                                                 | onbekend                                             | Hoofddijk (Johanne Niemeijer tuin tussen UMC en WKZ)                                     | brons                                        |                          |
| onbekend     | titel onbekend                                                                                 | onbekend                                             | Cambridgelaan/Toulouselaan                                                               |                                              |                          |
|              | onbekend                                                                                       | onbekend                                             | Upsalalaan 12                                                                            |                                              |                          |